# Staatstheater (Kagel)
Staatstheater ist eine szenische Komposition von Mauricio Kagel. Das Werk entstand zwischen 1967 und 1970 und wurde am 25. April 1971 in Hamburg als Auftragskomposition der Hamburgischen Staatsoper unter der Leitung des Komponisten aufgeführt. Diese Uraufführung ging als ein Theaterskandal der 1970er Jahre in die Operngeschichte ein. Staatstheater zählt zu Kagels bekanntesten Kompositionen und steht auch heute noch gelegentlich auf dem Spielplan größerer Opernhäuser. Die Komposition kann als Gipfelpunkt in Kagels musiktheatralischem Schaffen gesehen werden und wurde aufgrund ihrer Konzeption zuweilen auch als „Anti-Oper“ bezeichnet.

## Aufbau
Das Werk besteht aus einer Art Fundus an Darstellungsanweisungen, aus denen zuvor eine Auswahl zu treffen ist. Formal beinhaltet die Partitur folgende neun Blöcke:
- Repertoire, Szenisches Konzertstück
- Einspielungen, Musik für Lautsprecher
- Ensemble, für sechzehn Stimmen
- Debüt, für sechzig Stimmen
- Saison, Sing-Spiel in 65 Bildern
- Spielplan, Instrumentalmusik in Aktion
- Kontra → Danse, Ballett für Nicht-Tänzer
- Freifahrt, Gleitende Kammermusik
- Parkett, Konzertante Massenszenen

Da Kagel die Aufführungsdauer auf ca. 100 Minuten festgesetzt hat, ist eine Auswahl des aufzuführenden Materials unumgänglich und auch gewollt. Die Reihenfolge ist prinzipiell beliebig, allein das Repertoire steht, sofern es überhaupt gespielt wird, immer am Anfang einer Aufführung. Bestimmte Segmente können auch gleichzeitig dargeboten werden.
Repertoire besteht aus 100 Aktionen, die ein großes Instrumentarium von Gegenständen erfordern. Der genaue Ablauf jeder Aktion ist genau in der Partitur vorgegeben. Einspielungen arbeitet mit vorab aufgezeichnetem Tonmaterial (bevorzugt von Chor und Orchester), das während der Aufführung über Lautsprecher neu kombiniert und wiedergegeben wird. Ensemble und Debüt sind ausnotierte Chorstücke. Saison und Spielplan sind wiederum Sammlungen von Aktionen, wobei Letzteres einen größeren Fokus auf Klangereignisse legt. Kontra → Danse beinhaltet Tanzszenen von nichtprofessionellen Ausführenden. Kagel wünscht hier aber keine absichtlich stümperhafte Ausführung, sondern ein Streben nach Perfektion, das letztlich aussichtslos bleibt. In Freifahrt rollen die Musizierenden auf einem zweigleisigen Schienensystem über die Bühne. Parkett erfordert schließlich eine höhere Anzahl an Mitwirkenden, die gemeinsam eine Reihe von Aktionen durchführen.

## Rezeption
Für Werner Klüppelholz ist Staatstheater ein radikales Werk, dass durch seine Bestimmungslosigkeit in Raum und Zeit und den Verzicht auf Libretto, Gesangssoli, begleitendes Orchester oder generell musikalisches Erzählen irgendeiner Handlung charakterisiert ist. Hiermit trägt es „den Schutt der Konventionen ab, die Oper und Musiktheater nähren, legt deren Wesen frei.“ Staatstheater sei gleichzeitig Operncollage und Opernparodie.
Die Hamburger Uraufführung wurde sehr kontrovers aufgenommen und polarisierte das Publikum: Neben frenetischem Applaus wurde auch von (teils antisemitischen) Gewaltandrohungen berichtet. Die Skandalaufführung musste mit Polizeischutz gesichert werden. Rückblickend ist von einer nachhaltigen Erschütterung der Opernwelt die Rede, wobei Staatstheater für einen Bruch mit überkommenen Traditionen und eine grundsätzliche Neuausrichtung steht.